# Johann Friedrich Jacob

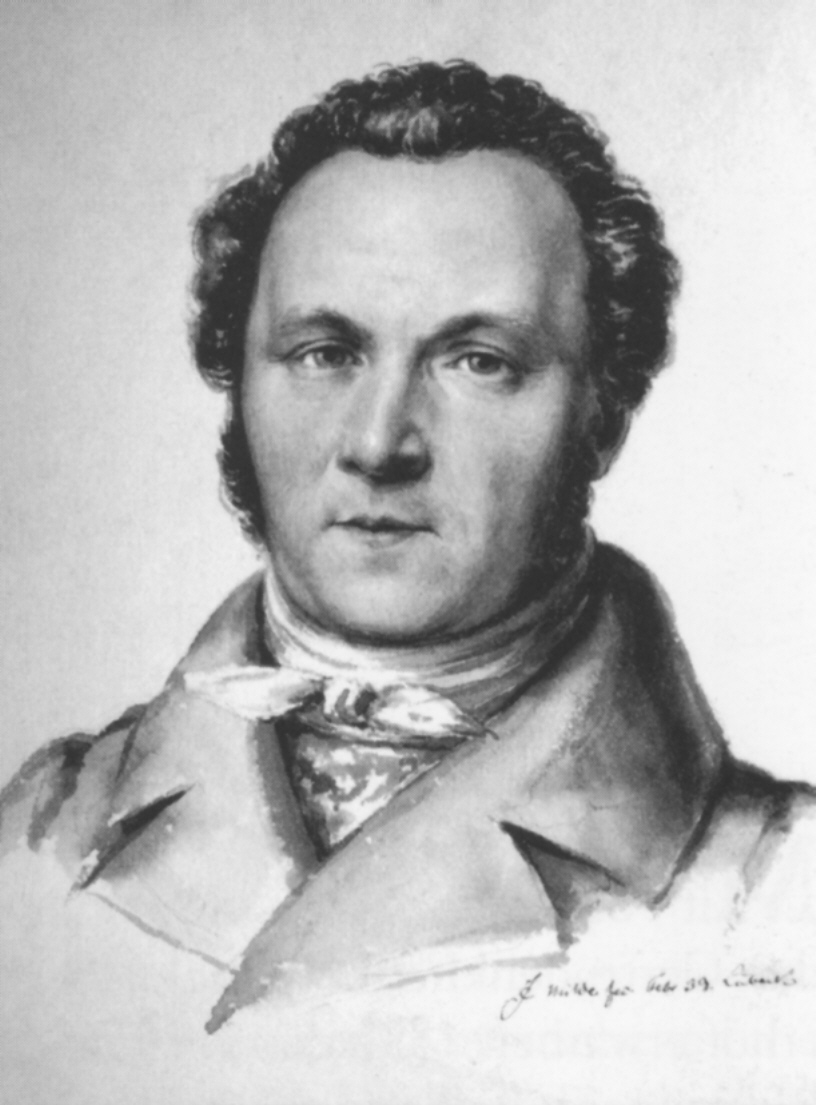
Johann Friedrich Jacob, porträtiert von Carl Julius Milde (1839)

Johann Friedrich Jacob (* 5. Dezember 1792 in Halle an der Saale; † 1. März 1854 in Lübeck) war ein deutscher Pädagoge, Altphilologe und Direktor des Katharineums zu Lübeck.

## Leben
Johann Friedrich Jacob war der jüngere Sohn eines Schuhmachermeisters in Halle. Sein älterer Bruder August Ludwig Wilhelm Jacob (1789–1862) wurde Philologe und Schulrat der Provinz Posen. 
Johann Friedrich studierte an der Universität Halle Philologie und erhielt nach dem Magister-Abschluss durch Vermittlung seines Lehrers August Hermann Niemeyer eine Stelle am Pädagogium im Kloster Unser Lieben Frauen in Magdeburg. 1815 nahm er als Freiwilliger an den Befreiungskriegen teil.
1818 wurde er als Oberlehrer an das Collegium Fridericianum in Königsberg berufen, wo er Alte Sprachen lehrte und mit der Ausgabe und metrischen Übersetzung des lateinischen Gedichts Aetna aus dem Appendix Vergiliana seine erste philologische Veröffentlichung vorlegte.
1825 ging er als Professor und Studiendirektor an das Mariengymnasium nach Posen, wo bereits sein Bruder als Schulrat tätig war. Durch die nationalen und konfessionellen Gegensätze kam es immer wieder zu Spannungen mit dem Lehrkörper und der Schülerschaft.
Daher nahm Jacob 1831 gern den Ruf nach Lübeck an und wurde als Nachfolger von Friedrich August Göring Direktor des Katharineums. Hier wirkte er 23 Jahre lang. Er veröffentlichte zahlreiche Abhandlungen über römische Schriftsteller in den Schulprogrammen und gab zwei mittelalterliche lateinische Gedichte aus einer Lübecker Handschrift heraus.
Die größten Nachwirkungen im Schulleben hatten jedoch zwei Projekte Jacobs: 1843, ein Jahr nach Aufhebung der Turnsperre und der Einführung des Turnens als ordentliches Lehrfach in Preußen, ließ er auf dem ehemaligen Friedhof des Katharinenklosters einen Turnplatz einrichten; jeder Klasse wurde er täglich eine halbe Stunde zur Verfügung gestellt. Gleichzeitig ließ er Schüler der drei oberen Klassen zu Vorturnern für die städtische Turnanstalt ausbilden, die 1844 eröffnet wurde und in deren Vorstand er gemeinsam mit drei weiteren Mitgliedern des Kollegiums eintrat. Im Zusammenhang damit erlaubte er 1844 nach kurzer Auflösung wegen des Schlagens scharfer Mensuren das Wiederaufleben des St. Katharinen-Fechtklubs, den 1836 fünfzehn Primaner gegründet hatten. Allerdings durfte nun nur noch unter Aufsicht eines Fechtlehrers gefochten werden. In der Folge entwickelte sich der Fechtklub, jetzt auch coniunctio fratrum Lubecensium genannt, zu einer von drei Schülerverbindungen des Katharineums.
Die andere Neueinführung war das allgemeine Schulfest, das erstmals am 22. Juni 1832, im Jahr nach Jacobs Amtseinführung stattfand. Das erste Fest wurde im Bad Schwartauer Riesebusch gefeiert; in den folgenden Jahrzehnten wechselte man zwischen dem Riesebusch und einer Festwiese in Israelsdorf. Das Schulfest entwickelte sich zu einer Tradition, die erst 1965 ihr Ende fand.

## Schriften
- Lucilii junioris Aetna recensuit notasque Jos. Scaligeri, Frid. Lindenbruchii et suas addidit. Lipsiae: Vogel, 1826
- Sextus Aurelius Propertius: Carmina. Lipsiae : Teubner, 1827
  - spätere Auflagen unter dem Titel:

Sextus Aurelius Propertius:	Elegien. Deutsch im Versmaße der Urschrift von Friedrich Jacob. Nach des Verfassers Tode vollendet u. hrsg. v. Wilhelm Binder, 3., durchges. Aufl., Berlin-Schöneberg: Langenscheidt [1908–1910] (Langenscheidtsche Bibliothek sämtlicher griechischen und römischen Klassiker in neueren deutschen Musterübersetzungen; 74)
- De M. Manilio poeta. Lübeck: Schmidt, 1832–1836 (5 Teile in den Schulprogrammen 1832–1836)
- M. Acci Plauti Epidicus. Ad Camerarii veterem codicem recognovit Fr. Jacob. Lubecae apud bibliopolam de Rohden 1835
- P. Rutilii Lupi de figuris sententiarum et elocutionis libri duo. In usum scholarum explanavit Fridericus Jacob. Lubecae: de Rohden 1837
- Reineri Alemanici Phagifacetus et Godefridi omne punctum.  E codice Lubecensi edidit Fridericus Jacob Lubecae: Rohden 1838
- Die Lustspiele des P. Terentius Afer. Berlin: G. Reimer 1845
- M. Manilii Astronomicon libri quinque: accedit index et diagrammata astrologica. Berolini: Reimer 1846
- Horaz und seine Freunde. 2 Bände [ein geplanter dritter Band ist nicht mehr erschienen], Berlin: Hertz 1852/53; Zweite Auflage (hrsg. von Martin Hertz) Berlin: Wilhelm Hertz 1889